# Menes
För andra betydelser, se Menes (olika betydelser).
Menes (klassisk grekiska: Μῖνα) var enligt legenden den första faraonen som regerade i det forntida Egypten omkring 3000 f.Kr. och anses som grundaren av den första dynastin. Enandet av de två länderna som Nedre och Övre Egypten kallades är inte grundat på historiskt godtagbara fakta.

## Problematiken med Menes
I senegyptisk tid är kung Menes mer en mytisk person än en verklig kung som levde många hundra år tidigare. Namnet Meni dök först upp runt 1200 år efter hans förmodade styre varför egyptologer ställs inför problemet om de ska inkludera honom som en historisk person eller inte. Om han var historisk borde det gå att identifiera honom med befintliga bevis från någon av faraonerna i de tidiga dynastierna. Berättelserna från Herodotos och Manetho ger ingen verklig hjälp eftersom de skrevs först i femte och tredje århundradet f.Kr. Det Herodotos skrev berättades för honom och kan jämföras med hörsägen, medan Manetho hade tillgång till de verkliga egyptiska dokumenten i templen.
I Abydoslistan och i Turinpapyrusen namnges de första kungarna som Meni, Teti, Iteti och Itiu. De är förmodligen födelsenamnen på de fyra första härskarna av Egypten. Det är mycket problematiskt för egyptologer eftersom när de tidiga kungarna levde användes bara horusnamnet och andra namn går inte att verifiera.
Än mer problematiskt är det eftersom under det Nya riket och senare hyllades Menes som den förste kungen, men det finns bevis på att de två egyptiska kronorna var i bruk långt före Menes tid.
Menes ses som grundare av den tidiga dynastiska tiden såväl som Gamla riket och jämte Mentuhotep II och Ahmose som en central del av den egyptiska traditionen.
Den första gången namnet Menes dyker upp härstammar från drottning Hatschepsuts tid under den 18:e dynastin. Ett skarabésigill har på undersidan namnet "Meni" (mnj) och under det namnen på Hatcheput och Thutmosis III.
Namnet i Abydoslistan nedskrevs under farao Seti I i Nya riket och som första kartuschnamn inleder Menes listan över dennes anfäder. På Turinpapyrusen skrivs namnet två gånger, som den gudomliga anfadern och som den döde kungen. På Sakkaratabletten och Karnaklistan nämns Menes inte ens.
Menes förekommer också i demotiska och historiska romaner på från grekisk-romerska tiden.

## Historiska traditioner
Herodotos och Manetho berättade att Menes grundade Memfis efter att Nilen delats och skapat en konstgjord ö. Manetho tillfogade att han lett en framgångsrik militär expedition utomlands och även att han blev dödad av en flodhäst.
Enligt Manetho regerade Menes i 62 år, Africanus anger 60 år och armeniska Eusebius ger honom 30 år vid makten.

## Förenande med samtida regenter
Egyptologer och historiker har det svårt att identifiera Menes med en samtida härskare. Orsaken till detta är att de tidigaste kungarna endast använde horusnamnet.
I de olika kungs-listorna används deras födelsenamn skrivet i en kartusch som det gjorts allt sedan fjärde dynastin. Detta får de lärde att ställa sig frågan varifrån Nya rikets skrivare fick de gamla kungarnas födelsenamn, eftersom de inte borde finnas. I det förflutna har det ofta försökts att identifiera Menes med tidig dynastiska härskare, speciellt med kungarna Narmer och Aha som har granskats noga.
Egyptologer bollade med teorier för och emot olika kungars identifiering med Menes. De fokuserade på hieroglyfen mn som finns i närheten av flera kungars namn. På grund av precis var hieroglyfen placeras i förhållande till namnet, verkar det som om mn i själva verket föregår ett prinsnamn.

### Likställd med Narmer

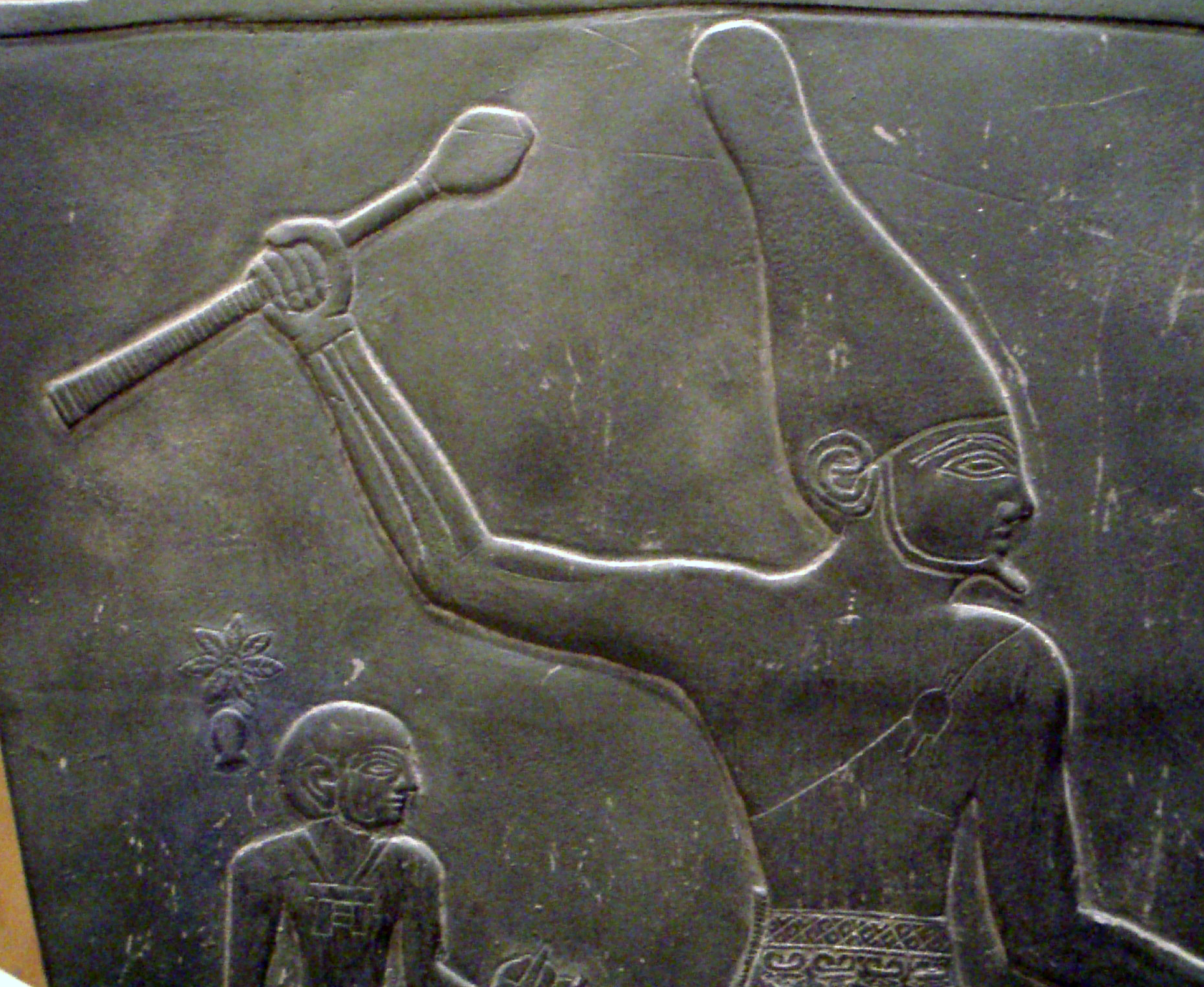
Avbildning av Narmer

Narmer avbilas på Narmerpaletten både med den vita Kronan av Övre Egypten och den Röda kronan av Nedre Egypten. Vid hans tid verkar Egypten redan ha varit enat. Narmer genomförde dock en framgångsrik militäroffensiv mot Nedre Egypten och som den segrande var det naturligt att framställa sig med förlorarens regalier. Det betyder inte att han var ensam härskare av hela Egypten.
På en spira från Hierakonpolis firar Narmer Sed-festivalen där farao var huvudgestalt och förnyade sin makt. Framför honom är Reput-helgedomen uppbyggd och han kan ses leda ceremonin.

### Likställd med Aha

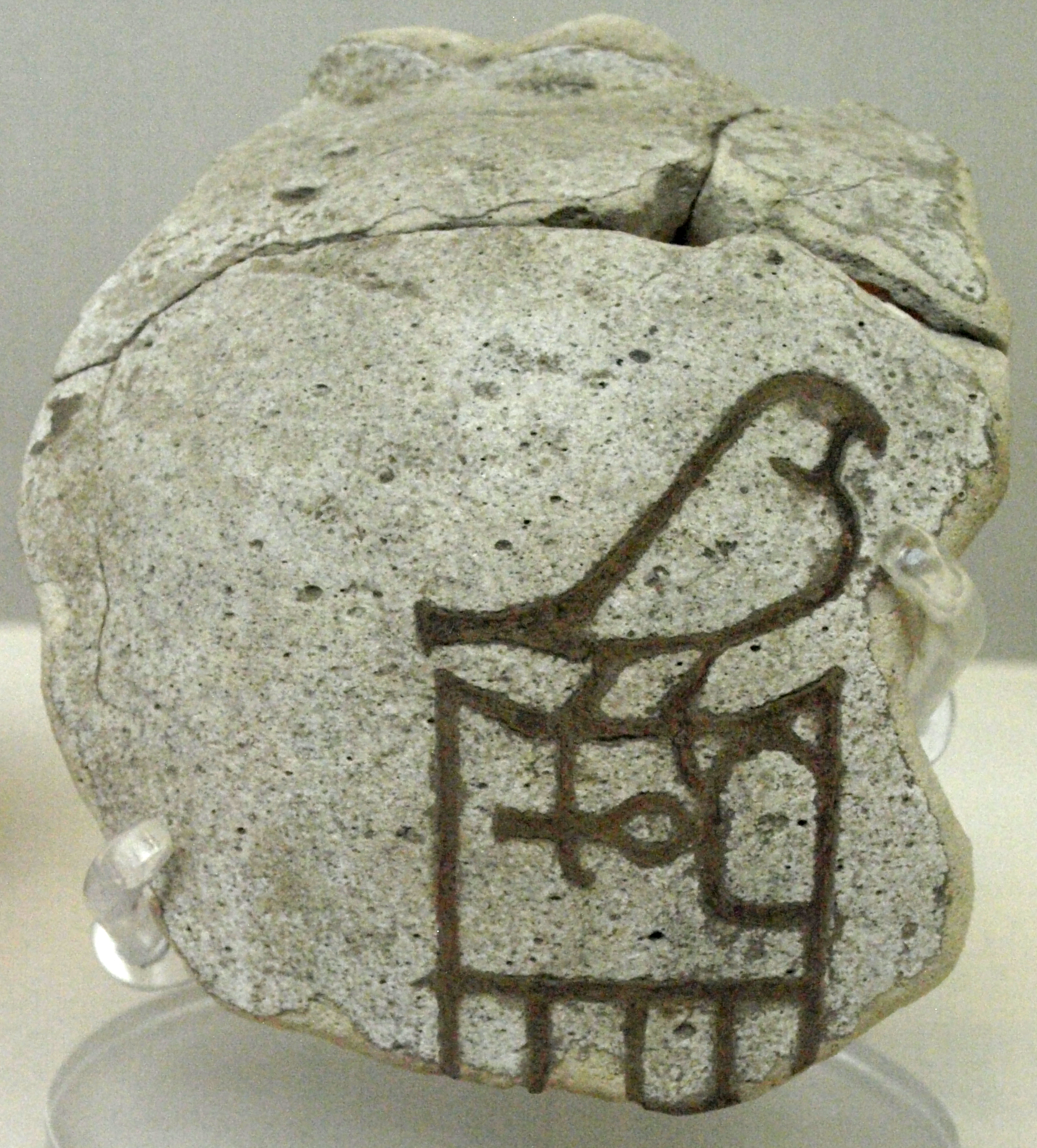
Ahas horusnamn

För Menes identifikation med Aha går vi till Kairostenen, vars inskrift visar att mellan Aha och Djer finns det ytterligare en annan härskare som regerade en mycket kort tid. Eftersom farao Djers namn på Kairostenen är Iteti kan namnet Meni endast vara Aha, för Teti är en annan härskare. Man måste dock vara väldigt försiktig med att dra definitiva slutledningar eftersom endast kungarnas horusnamn användes, och flera möjligheter finns.
På en elfenbensplakett från Ahas grav i Abydos finns hieroglyfen mn mittemot Ahas serekh tillsammans med en tidig version av nebtinamnet. Plaketten innehåller som första tecken rnpt (år) tillsammans med en palmvippa. Således markerar Aha det första kalenderåret i egyptisk historia. Det kan ha varit grunden till att de i senare perioder sett Aha som "grundaren av annaler" och därmed inledde historieskrivningen. Mot detta talar ett sigill från drottning Merneith som troligen var hustru till kung Wadj där fyra härskares horusnamn anges som: Narmer, Aha, Djer och Wadj. Det börjar alltså inte med Aha och tyder på att Aha inte var namnet på en verklig kung. Man måste också komma ihåg att den ovannämnda symbolen för "år" inte användes förrän mycket senare i administrativa ändamål som skatteuppbörd.
Ahas namn hittades i en av de äldsta mastaborna av sitt slag (S 3357) i Sakkara vilket var den kungliga begravningsplatsen för Memfis. Eftersom det inte fanns någon härskare där i Ahas tid är det uppenbart att bara Aha kan vara grundaren av Memfis och dessutom måste vara identisk med Menes. Dock är det inget som säger att grundaren av huvudstaden också måste vara begravd i den lokala nekropolen. Farao Khasekhemwy regerade i Hierakonpolis och Memfis men begravdes i Abydos till exempel.

### Titulatur referenser
1. ↑  Födelsenamnet började inte användas från under 4:e dynastin. Det inleddes med "Sa Ra" och användes inte vid denna tid.
2. ↑   Avbildning från Ramesseum, västra väggen.